# SmartMedia

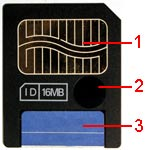
SmartMedia-Karte
1. Kontakte für Datenübertragung
2. Feld zum Aufkleben des Schreibschutzes
3. Beschriftungsetikett

SmartMedia (SM, selten auch Solid State Floppy Disk Card, SSFDC) ist ein digitales Speichermedium in Flash-Technologie, das in Digitalkameras, MP3-Spielern, Keyboards, Sequenzern, Grooveboxen und für digitale Aufnahmegeräte eingesetzt wurde. Die Speicherkapazität liegt zwischen 0,5 und 128 MB. SmartMedia werden nicht mehr hergestellt, es gibt aber noch Restbestände im Handel.
Entwickelt wurde die SmartMedia Card 1996 von Toshiba.

## Eigenschaften

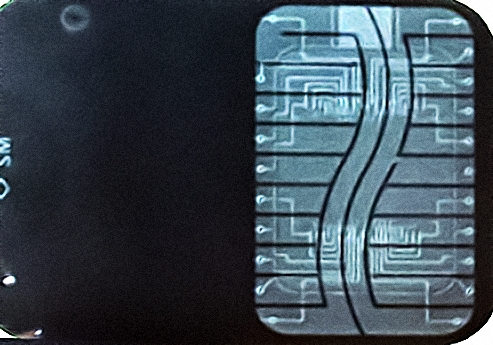
Röntgenaufnahme einer SmartMedia-Karte

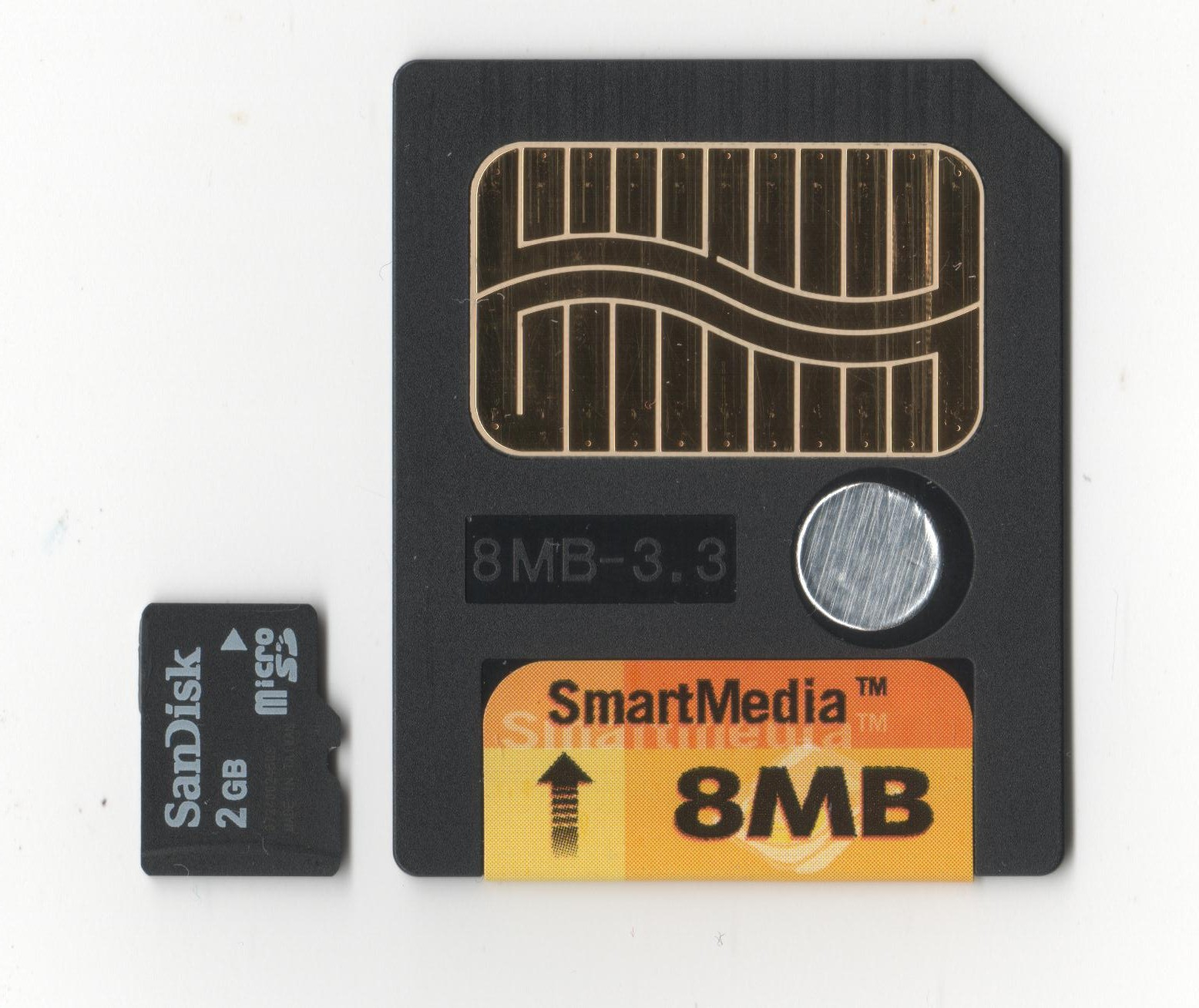
Vergleich einer 2-GB-microSD-Karte und einer 8-MB-3.3-V-SmartMedia-Karte

Bei diesem Speicherkartentyp ist der Controller nicht auf der Karte enthalten, sondern muss im Laufwerk, d. h. in der Digitalkamera oder z. B. dem PCMCIA-Adapter untergebracht sein. Die in den Geräten eingebauten Controller unterstützen in der Regel nur Karten bis zu einer bestimmten Größe. In einigen wenigen Fällen kann eine Firmware-Aktualisierung die maximal unterstützte Kapazität anheben. Außerdem können nur Karten mit der unterstützten Versorgungsspannung verwendet werden (neu: 3,3 V, alt: 5 V).
Die Karte ist 45 mm × 37 mm × 0,76 mm groß, etwa 2 Gramm schwer und verfügt über 22 Kontakte. Die Datenübertragungsgeschwindigkeit beträgt 0,8 MB/s. Die Betriebsspannung der Smart Media Karte lag zu Beginn bei 5 V, neuere Modelle werden mit 3,3 V betrieben. Die 5-V-Version gab es mit Speicherkapazitäten bis 4 MB, die 3,3-V-Version gibt es mit bis zu 128 MB Speichervolumen.
Die 5-Volt-Karten erkennt man an der abgeschrägten Ecke oben links. Bei den 3,3-Volt-Karten befindet sich diese oben rechts.
Multi-Kartenleser stellen sich automatisch auf 3,3-Volt- wie auch 5-Volt-Speicherkarten ein. Sie erfassen mit einem Schalter, welche Ecke abgeschrägt ist und überprüfen, ob Kontakt 17 (oben mittig, LVD, englisch: Low Voltage Detect) leitend mit den Kontakten 12 (oben links) wie auch 22 (oben rechts) verbunden ist.
Als Nachfolger der SmartMedia-Karte kann die xD-Picture Card angesehen werden, da sie weitgehend von denselben Geräteherstellern wie die SmartMedia-Karte propagiert wurde. Die ausbleibende Produktion der SmartMedia-Karten sorgte trotz geringer Nachfrage für einen gewissen Preisanstieg, während verbreitete Speicherkarten in den vergangenen Jahren massiv im Preis gefallen sind.
Immer häufiger wird von aktuellen Kartenlesegeräten nur noch die 3,3-Volt-Variante unterstützt. Die 5-Volt-Version lässt sich in solche Geräte nicht mehr korrekt einschieben.
ID-SmartMedia-Karten wurden überwiegend in MP3-Abspielgeräten eingesetzt. Sie waren wegen der Kopierschutzinteressen der Musikindustrie notwendig. Karten mit dem ID-Aufdruck sind 3,3 Volt SmartMedia-Karten und enthalten eine versteckte einmalig vergebene fest programmierte Media-ID, die für Kopierschutz, digitale Wasserzeichen oder Verschlüsselungsanwendungen genutzt werden kann.
Das SSFDC Forum standardisierte elektrische Anforderungen wie auch Datenformate, um die Kompatibilität und Lesbarkeit mit anderen SmartMedia-Geräten sicherzustellen.

## Störanfälligkeit
Aufgrund der großen, ungeschützt auf der Oberseite liegenden Kontakte ist die SmartMedia-Karte relativ anfällig gegenüber elektrostatischen Entladungen. Das Berühren der Kontakte mit den Fingern, das Abreiben mit einem Wolltuch und andere Gelegenheiten, bei denen statische Elektrizität erzeugt oder übertragen werden kann, sind zu vermeiden. Berührungen mit Oberflächen in jeglicher Form führen auch zu unsichtbaren Verschmutzungen, die sich in merkwürdigen Schreib-/Lesefehlern bis hin zum Datenverlust äußern können. Eine durch Verschmutzung notwendig gewordene Reinigung birgt zusätzlich die Gefahr einer Beschädigung durch elektrostatische Entladung.
Zu der Zeit, als SmartMedia-Karten ein gängiges Speichermedium waren, gab es häufig Datenverluste und Schreib- bzw. Leserfehler bei Benutzung der Karte in einem Speicherkartenlesegerät. Es traten dann nicht näher erklärbare Probleme mit dem Low Level Format auf. Mit Hilfe spezieller Programme oder Prozeduren soll eine Wiederherstellung möglich sein, wobei fraglich ist, ob diese Programme noch mit heutigen Betriebssystemen zusammenarbeiten.
Um solche Gefahren zu vermeiden, ist es stattdessen besser, die Karte nicht in Kartenlesern zu betreiben, sondern das Peripheriegerät direkt mit dem Computer zu verbinden und die Karte auf diesem Weg auszulesen, falls das möglich ist.

## Spezifikationen
- Gewicht: 2 g
- Größe: 45,0 mm × 37,0 mm × 0,76 mm
- Verfügbare Kapazitäten: 0,5[5], 2, 4, 8, 16, 32, 64, 128 MB
- NAND-Flash-Speicherchips
- Anschlussterminal mit 22 Pins
- 8-bit-I/O-Interface (teilweise auch 16-Bit-I/O-Interface)
- Datentransferrate: 2 MB/s
- Anzahl garantierter Schreibzyklen je logischer Block: 1.000.000
- Datenerhalt ohne Stromzuführung: mindestens 10 Jahre
- Schreibschutz nur über metallisierten Aufkleber auf den Kontakten einschaltbar